# Salmanasar V
Salmanasar V (acadio: Shulmanu-asharid) fue un rey de Asiria y Babilonia que gobernó durante 727 a. C.-722 a. C. Fue hijo y sucesor de Tiglath-Pileser III de quien heredó la doble corona real tras su muerte. Su sucesor fue  Sargón II de Asiria.
Llevó la doble corona y doble nombre, llamándose Salmansar como Rey y Ululaya de nacimiento. Se enfrentó a la rebelión del rey Oseas de Israel, que se había negado a pagar el tributo y había pedido ayuda a Egipto (el faraón Osorkon IV, u Osorcón IV). En el año 725 a. C. sitió Samaria, que finalmente cayó en poder de su sucesor Sargón II.
En 722 a. C. fue derrotado por Ummanigash de Elam, y perdió el control de Babilonia.
La Biblia le atribuyó la deportación de las Diez tribus perdidas de Israel: en los capítulos 17 y 18 del segundo libro de Reyes, se lo describe como el conquistador de Samaria, cuyos habitantes defiende. También se menciona en el Libro de Tobit en el capítulo 1 versos 2 y 15.